# Догматизм
Догматизм (від грец. думка, вчення, рішення) — є одним із виявів метафізичного способу мислення, якому властива підміна аналізу живої дійсності закостенілими, незмінними формулами.
Це спосіб засвоєння і застосування знань, у якому те чи інше вчення або положення сприймаються як закінчена вічна істина, як догма, використовуються без урахування конкретних умов життя. Догматизм виходить з незмінних, раз і назавжди даних формул, знань, які не можуть збагачуватися в процесі розвитку пізнання.
Догмати (від грец. — постановляти, приймати) — основні положення, які слід приймати як незаперечну істину з будь-яких обставин. Зазвичай це поняття використовується у релігійній сфері та релігійних вченнях.